# Oleo-Ceratonion

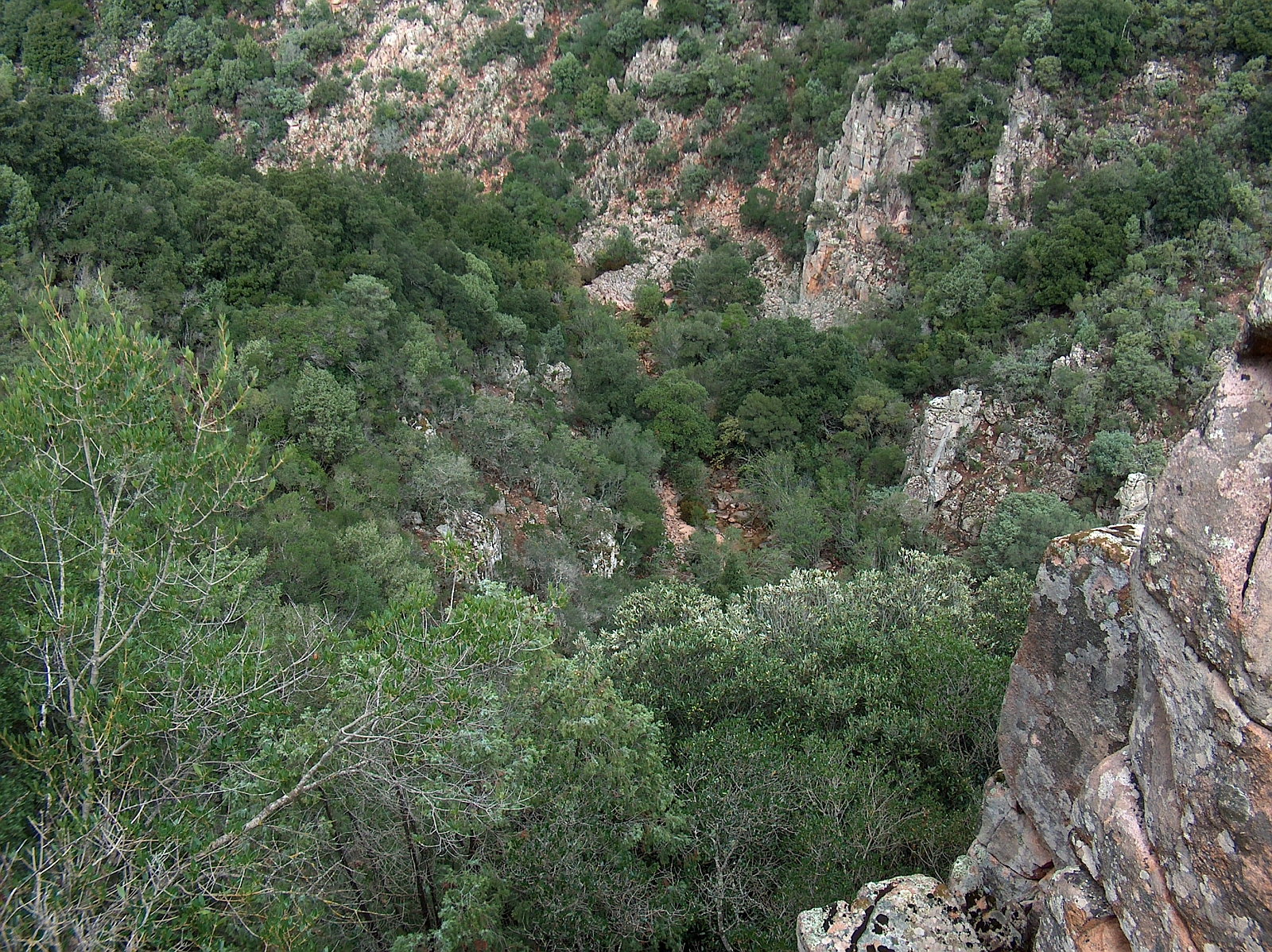
Transció d' Oleo-ceratonion, vegetació mediterrània a la Gola di Gutturu Mannu (Sardenya)

Oleo-Ceratonion és la vegetació zonal de la subzona xerotèrmica de la Mediterrània, a les elevacions més baixes (regions costaneres). Segons la jerarquia fitosociològica, és una aliança que pertany a la classe Quercetea ilicis. Són boscos baixos, màquies i garrigues que fan la funció de clímax a les contrades mediterrànies calentes i poc plujoses. Els elements florístics que caracteritzen aquestes formacions són l'olivera i el garrofer.